# 11404 Wittig
11404 Wittig eller 1999 BX4 är en asteroid i huvudbältet som upptäcktes den 19 januari 1999 av OCA–DLR Asteroid Survey (ODAS). Den är uppkallad efter Sigmar Wittig.
Asteroiden har en diameter på ungefär 10 kilometer.